# Povijest Valencije C.F.

### Početak
Valencia CF osnovana je godine 1919. u istoimenom gradu. Prvi predsjednik kluba bio je Octavio Augusto Milego Díaz koji je izabran je nasumce; točnije bacanjem novčića u zrak, jer se vodila neizvjesna bitka između njega i Gonzala Medine Pernáesa. U početku, Milego i Medina radili su zajedno malom poduzeću u ulici Barcelona, koje je bilo i ujedno sjedište kluba. Tu se nalazio i prvi Valencijin Upravni odbor, u kojem su bili braća Pascual i Julio Gascó, Andrés Bonilla, José Llorca, Fernando Marzal i Adolfo Moya.
Međutim, uz neivjesnu političku situaciju u zemlji, ni društvo ni mediji nisu bili previše zainteresirani za novi nogometni klub. Nogomet se u gradu igrao i prije osnivanja Valencie CF, već 1908. bilo je nekoliko momčadi kao što su Levante, Gimnástico i Hispania. Činilo se da je nogomet stigao u Valenciju preko poslovnih ljudi koji uvoze i izvoze proizvode iz Velike Britanije, kolijevke nogometa.  Često su se u Valencijinim lukama mogli vidjeti britanske mornare kako igraju nogomet s časncima. 
Svoj prvi susret Valencia je igrala daleko od kuće. Igrali su u mjestu Castellón, dana 21. svibnja 1919. Valencia je igrala protiv svojih gradskih rivala Gimnástica, koje su pobijedili rezultatom 1:0. Prva momčad Valencie je ovako izgledala: Marco, Peris, Julio Gascó, Marzal, Llobet, Ferré, Fernández, Umbert, Martineza, Ibarra, Aliaga i Gómez Juaneda. 
Valencijin prvi stadion bio je Algirós, otvoren 7. prosinca 1919. Algirós je služio za sve susrete Valencijine momčadi do 1923., kada su se preselili na Mestallu. Valencijin prvi susret na Mestalle je završio rezultatom 0:0, protiv Castellón Castalie. Obje momčadi su opet igrale sljedeći dan, a Valencia je pobijedila s 1:0. 
Malo po malo, raslo je zanimanje za utakmice Valencie, te se stadion Algirós počeo proširivati. Kako bi pokrili troškove, uprava je počela naplaćivati ulaznice, koje su prodavane za 25 centi. 
Početkom 1920-ih godina, počelo se je održavati Regionalno prvenstvo između nekoliko momčadi, gdje se kod tih momčadi javlja natjecateljski duh, koji je donio pravu atmosferu na stadione. Valencija je 1923. po prvi puta postala regionalni prvak, a tim je uspjehom dobila pravo sudjelovanja u Španjolskom kupu. Rezultati kluba pokazivali su mogućnost velikog napretka, kojim bi bili vrlo uspješna momčad unutar Španjolske. Nakon nekoliko godina nakon svog osnutka, Valencija je bila vrlo moćna momčad tako da nisu, kod ostalih momčadi bili omiljeni. Momčad Valencije je značajno ojačana kada su htjeli doveli vrlo dobre igrače poput Montesa ili Cubellsa, ako žele napraviti nešto više od igranja u Reginalnoj Ligi. Valencijini navijači su se rascijepali na dva dijela jedan dio je za jednog igrača, a drugi dio za drugog igrača, slično kao borba s bikovima: s jedne strane, tu su bili cubellistas, i na drugoj strani, montistas. Na kraju su i jedan i drugi igrali za Valenciju. Takvo nadmetanje je bilo dobro za momčad, jer jednom i drugom igraču je bilo igrati u čast: braniti boje Valencia Club de Fútbol. Arturo Montesinos, Montes, zbog njegovih fizičkih karakteristika (bio je visok 1,90 m), bio je agresivniji igrač od Cubellsa. Eduardo Cubells, bio je puno više, nego tehnički naobrazovan igrača, bio je prvi međunarodni igrač koji je igrao za Valenciju. Povratkom u natjecanje Copa del Rey gdje je Valencia prvi puta sudjelovala, cijeli grad je bio uzubuđen, protivnici su bili Sporting de Gijón. Prva utakmica se je igrala na stadionu Algirós, na prepunom stadionu. Rezultat je završio s 1:0 za Valenciju, a pogodak je zabio Montes. Mjesec dana kasnije, na uzvratnom susretu u Gijónu Valencija je doživjela težak poraz od čak 6:1, po tadašnjim pravilima igrala se je treća utakmica, koja se je održala u Oviedu, u kojoj je Valencija izgubila s 2:0. Unatoč porazu, Valencijina je prednost i činjenica u tome da su odigrali još jednu utakmicu na domaćoj razini, jer se je broj pristalice "Che" povećao. Ovo progresivno povećanje interesa u Valenciji, je rezultiralo tome da je Valencijino rukovodstvo, moralo početi tražiti zemlju koja je na prodaju, za izgradnju novog stadiona. Našli su ga pokraj samog Mestalla kanala za navodnjavanje.

### Mestalla i Valencia - promocija
Ramón Leonarte tadašnji predsjednik Valencije je potpisao ugovor za kupnju zemlje u kojoj je Mestalla u vlasništvu kluba do siječnja 1923. Cijena zemlje je stajala 316,439 pesetas, otprilike 2 eura, za današnje vrijeme, a u to vrijeme to je bila značajna količina novca. Stadion bi otprilike imao 17,000 gledatelja, a projekt su dobila dva čovjeka: arhitekt je bio Francisco Almenar, budući predsjednik, i graditelj Ramón Ferré, također član kluba. 
Otvaranju novog stadiona se je odvijao 20. svibnja, 1923., a gostujuća momčad je Levante UD. Konačni rezultat je bio 1:0 za Valenciju, a prvi igrač koji je imao čast da zabije pogodak na mestalli bio je Montes. Tjedan dana kasnije, škotska momčad Dundee United, gostovala je na Mestalli. Oni su odigrali dva susreta u dva dana u kojima je oba puta Dundee pobijedio s rezultatima 0:3 i 0:1. Do 1923., nogometni trener praktički nije ni postojao. Sve do početka sezone 1923. – 24. kada je klub unajmio jednog češkog trenera Antona Fivbera, koji je klubu s Mestalle dao međunarodni prestiž. Trener je dobro radio svoj posao, a imao vrlo dobru ulogu u promoviranju mladih igrača, u pravom trenutku kada profesionalnost malo pomalo počinje dominirati sportom. 
U to vrijeme, je počelo stvaranje domaće lige koja će uključivati najbolje momčadi u zemlji, koja će promovirati Španjolsku. Valencijin cilj je bio sudjelovati u takvoj ligi, međutim kako su oni bili mlada momčad i mali klub i tek stvarali svoju momčadi, uz to nisu imali veliki plan i program rada, bili su prisiljeni čekati tri godine prije nego što su mogli činiti dijelom prva liga. Na kraju 20. stoljeća u Valenciju stiže Luis Colina, koji je u klubu radio kao tehnički tajnik u razdoblju od 1928. do 1956. Njegov rad je uvelike bio bitan za uspostavu i uspjehe kluba. Osim stvaranja mlađih kategorija Valencije, Colina je bio poznat kao vrlo dobar skaut, koji je doveo vrlo dobre igrače u klub. Liga je podijeljena na dvije lige. Prva liga sačinjavala je šest puta pobjednike Copa del Rey: Athletic Bilbao, Real Madrid, F.C. Barcelona, Real Sociedad, Real Unión de Irún and Arenas Getxo. Pridružili su im se tri puta finalisti tog natjecanja, Atlético de Madrid, Español i Europa. Ukupno je bilo devet momčadi i bilo je potreban još samo jedan klub da se upotpuni liga od 10 klubova. Održavao se je turnir između klubova: Valencija, Real Betisa, Seville i Racing de Santandera. Kantabrijski klub, je dobio pravo igranja u prvoj ligi, dok je Valencija igrala u drugoj ligi.
Valencija je u drugoj ligi zaigrala u sezoni 1928. – 29., au tom društvu su se nalazili: Sevilla F.C., Iberia Zaragoza, Deportivo Alavés, Sporting de Gijón, Valencia, Real Betis, Real Oviedo, Deportivo de La Coruña, Celta Vigo i Racing Madrid. Povijesni debi se je dogodio 17. veljače 1929. na Mestalli, s Oviedom. Valencija je taj susret pobijedila s 4:2,a u toj momčadi su igrali: Pedret, Torregaray, Moliné, Salvador, Molina, Amorós, Pérez, Imossi, Navarro, Silvino and Sánchez. Imossi i Navarro su zabili po jedan gol, dok je Silvino zabio dva gola.
U svojoj trećoj sezoni u drugoj ligi, Valencija je dobila promociju u prvu ligu.
To je bila sezona 1930. – 31., na čelu s trenerom Fivberom pokazali su veliku superiornost i snagu. Nogometaša koji su zajedno s klubom dobili promociju bili su Cano, Villarroya, Conde I, Melenchón, Torregaray, Pasarín, Torres, Amorós, Arilla, Conde II, Imossi, Molina, Salvador, Costa, Navarro, Octavio, Perona, Picolín, Ricart, Rino, Sánchez, Torredeflot i Vilanova. Ovom promocijom završena je prva faza u klubu i otvorena druga puna slave i pobjede. Nakon pet sezona provedenih u prvoj ligi, došlo je do prekida natjecanja zbog Španjolskog građanskog rata

### 1940-ih
Nakon građanskog rata 1936., Valencija se je morala prilagoditi na novu realnost. Mnogi nogometaši koji su igrali za klub, napustili su ubrzo "che" momčad. Vojska se je također umiješala u nogometu, kao što se je umješala i druge aspekte svakodnevnog života. U lipnju 1939., Alfredo Gimenez Buesa je imenovan za predsjednika, a Luis Casanova za potpredsjednika kluba. 

### Alfredo di Stefano - period
U travnju 1970, Alfredo Di Stefano je došao u Valenciju. U teškim vremenima za klub s Mestalle, zamijenio je na klupi Enrique Buqué i Artigas Salvadora. U toj sezoni, Valencija je finalu u Barceloni izgubila od Real Madrida (3:1). Montjuïc je za Valenciju bio stadion favorita i sve je bilo na njihovoj strani: Madrid je igrao jednu od najgorih sezona u svojoj povijesti, a uz to na poluvrijemenu su im bili ozljeđeni Grosso i Amancio, ali usprkos svemu, Madrid je slavio u finalu.
U prvoj sezoni što je Di Stefano vodio momčad, ta sezona je bila jedna od najuzbudljivijih i naiščekivanijih u povijesti Valencije. Di Stefano je stvorio novu momčad, pouzdanu i jaku u obrani s igračima poput Sola, Aníbal, Jesús Martíneza i Antona, kojima je pomagao odličan vratar Abelardo. Pametan i brz nogomet koji se igrao u veznom redu, nagovještavao je igrače pout José Claramunta; koji je bio okretan i brz napadač, savršen za kontranapade s Formentom, Valdezom, Sergiom i Pellicerom koji su tada bili ključni igrači momčadi.
Sezona 1970./1971, je posljednja sezona u kojoj je sudjelovalo 16 momčadi, a već nakon prvog kola Valencia se je nalazila u opasnoj poziciji iz koje je mogla ispasti u drugu ligu, no malo pomalo Valencijini rezultati su se poboljšavali, a Valencija se je učvrstila u sredini tablice. Velika utakmica prvenstva igrana je na Nou Campu, Valencija je tukla Barcelonu 2:0, s pogodcima Claramunta i Valdeza, a Abelardo je kasnije obranio jedanaesterac. Za Valenciju je to bio snažan poticaj koji ih je gurnuo u borbu za naslov. 
Najvažniji u toj sezoni zapamtili smo posljednju utakmicu koja se je igrala protiv Espanyola. Valencija je tada predvodila tablicu s 43 boda, dok su Barcelona i Atlético Madrid, imali 42 odnosno 41 bod. Di Stefanova momčad je trebala jedan bod za naslov prvaka, ali ga nisu osvojili jer ih je Españyol pobijedio s 1:0. No kako je Barcelona remizirala i imala jednak broj bodova kao Valencija, odlučivao je međusobni ogled u kojem je Valencija bila bolja, a titula prvaka otišla je na Mestallu. Mnogi analitičari su se složili da je Valencijina četvrta titula prvaka bila plod solidne obrane na čelu s odličnim vratarom Abelardom.
Nakon što je završila ligaška sezona, Valencija se je okrenula kupu, gdje je stigla do finala uvjerena da mi mogla uzeti dvostruku krunu. "Che" momčad je stigla u finale tako što je eliminirala Mallorcu, Betis, Málagu i u polufinalu, Sevillu. Do finala su bez izgubljene utakmice, a uz to su zabili osamnaest pogodaka u osam susreta. Igralo se je na Santiago Bernabéu, a protivnik im je bila Barcelona. Pobjeda je otišla na stranu katalonske momčadi koja je u jednoj odličnoj utakmici pobijedila Valenciju s 4:3. Valencia nije mogao doći do vrha u jednoj od najboljih sezona u svojoj povijesti. 
Osvajanjem ligaškog naslova, dalo im je priliku da debitiraju u Europskom kupu, u najvišem natjecanju europskog nogometa. Valencija se je brzo oprostila od natjecanja, iako su pobijedili Luxemburgo i Hajduk Split, ispali su trećem kolu od mađarskog Újpesti Dózsa.
Iako je ova momčad Valencije bila bolja od one koja je osvojila ligaški naslov, sezonu 1971./72. završili su na drugom mjestu. Valencija je bila trenutni prvak i sve momčadi su se ugledali na njih. Pojačanjima poput Quina, Adorna i Lica poboljšale su se mogućnosti momčadi, premda ni to nije bilo dovoljno da ponove prošlogodišnju sezonu u kojoj je prvak bio Real Madrid. 
Još jednom, Valencija je izgubila finale kupa, ovaj put od Atlético Madrida s 2:1. Salcedo je zabio za vodstvo, Valdez je izjednačio, a José Eulogio Gárate pogodio za pobjedu Atlética. Ovaj poraz značio nove poteškoće za nešto više od 20.000 Valencijinih navijača koji su bili na utakmici.
Tijekom 1973., predsjednik kluba Julio de Miguel daje ostavku. Nakon što ih je predsjednik napustio, Valencija je igrala dobro bez nekakvih većih razlika. U premijernom nastupu novog natjecanja Kupa UEFA, onoga koje je zamijenilo Kup velesajamskih gradova, Valencia je igrala protiv Manchester City, ali nije dugo ostala u natjecanju jer je poražena u sljedećem kolu od Crvene zvezde. 
Francisco Ros Casares zamijenio je Julia de Miguela na mjestu predsjednika, kojem je najveći uspjeh karijere bila kupnja zemlje u Paterni, gdje će se u buduće nalaziti sportski objekt "Ciudad Deportiva" Valencia. 
Španjolski nogomet je otvorio svoje granice, tako što je svakom klubu bilo dozvoljeno dovesti dva strana igrača, čija majka ili otac nisu španjolskog porijekla. Jedan od prvih igrača koji su stigli na Mestallu bio je Salif Keita, napadač iz Malija koji uspješno igrao u Francuskoj. Drugi igrač koji je stigao u klub bio je austrijanac Kurt Jara. Sezona je bila vrlo loša, a Valencija nije sudjelovala ni u jednom Europskom natjecanju, što se nije dogodilo još od njihovog debija 1961.
Iako je sezone bila vrlo teška, Vaencija je u svojoj momčadi imala nekoliko velikih igrača poput Johnny Repa, sjajno nizozemsko krilo koje je došlo iz Ajaxa iz Amsterdama, tada jedne od najboljih europskih momčadi. 
Kada je Ros Casares napustio mjesto predsjednika kluba, na njegovo mjesto stigao je José Ramos Costa. Pod njegovom vladavinom, klub s Mestallle doživio je nekoliko dobrih uspjeha među kojima su osvajanje Španjolskog kupa 1979 i Kupa pobjednika kupova 1980. Tada u ekonomskom pogledu, Valencija se je nalazila u dugovima radi preoblikovanja jednog dijela stadiona, kako bi bio spreman za potrebe Svjetskog nogometnog prvenstva.

### Nemoj reći "Kempes", reci "Gool"
Početkom sezone 1976./77., za Valenciju je započelo drugačije doba. Paragvajac Heriberto Herrera je stigao na mjesto trenera, a stigli su i nova pojačanja poput Castellanosa, Diarte, Carrete, Botubota, Ariasa i Maria Kempesa. 
Kempes je bio najuspješniji nogometaš koji je igrao za Valenciju, što zbog svojih međunarodnih uspjeha (bio je član Argentinske reprezentacije koja je osvojila naslov Svjetskog prvaka 1978.), što zbog golgeterskih sposobnosti koje je prikazivao u dresu Valencije. Kempes je dvaput bio najbolji strijelac španjolske lige, u sezonama 1976. – 77. (24 pogotka) i 1977. – 78. (28 pogodaka), uz to bio je najbolji strijelac Svjetskog prvenstva 1978 i ključni igrač Valencije u osvajanju Španjolskog kupa 1978 i Kupa pobjednika kupova 1980. Njegova karizma, slobodni udarci i golgeterske sposobnosti, dale su mu nadimak "Matador", a cijela Mestalla bi tijekom nedjeljnih utakmica uzvikivala: 'Nemoj reći Kempes, reci Gool'.

### Rane 1980-te: Pad i ispadanje u Segunda Division
Sezona 1980./81. započela je Europskim superkupom. Nijedna španjolska momčad nije do tada osvojila to natjecanje. U finalu igraju pobjednici Europskog kupa i Kupa Pobjednika Kupova. Tada su se neki igrači Valencije bunili u nekoliko navrata kako u Španjolskoj to natjecanje nema nikakvog smisla, jer je Barcelona, čak desteljeće kasnije od Valencije, uspjela osvojiti to natjecanje. 
U finalu je igrala Valencija protiv starih rivala, Nottingham Foresta, tada aktualnih europskih prvaka i pobjednika prošlogodišnjeg Superkupa. Natjecanje se igralo na dvije utakmice. Englezi su pobijedili u prvom susretu, na mitskom City Groundu, s 2:1, a važan gostujući pogodak za Valenciju zabio je, Argentinac Felman. Svi su znali, da će se finale odlučivati na stadionu Luis Casanova. Valencia je kod kuće igrala u ovom sastavu: Sempere, Cerveró, Botubot, Arias, Tendillo, Castellanos, Saura, Solsona, Morena, Kempes i Felman. Urugvajac Fernando Morena zabio je jedini pogodak na utakmici, koji je imao dvostruku težinu za momčad Nottinghama, jer usto što su izgubili susret, ispali su na golove u gostima. Valencija je tom pobjedom po prvi puta u svojoj povijesti, osvojila Europski superkup.
Što se ligaške sezone tiče, Valencija imali priliku doći do naslova prvaka. Završili su sezonu kao četvrti na tablici, tri boda iza lidera: Real Sociedada. Jedan od razloga za prosječne igre u završnici sezone, su odlasci dviju najvećih zvijezda kluba, Maria Alberta Kempesa i Fernanda Morena, koji su se vratili u svoju domovinu, igrati za River Plate odnosno Peñarol. 
U tom trenutku, socijalni i sportski problemi za Valenciju počeli su se pogoršavati. Valencia je morala u nadogradnju stadiona za potrebe SP u Španjolskoj, a to je bio veliki financijski teret za klub. U sezoni 1981./82., Valencia je imala sporednu ulogu u prvenstvu, a sezonu su završili na petom mjestu. Nakon odlazaka Kempesa i Morena, u momčad je stigao tada veliki igrač, danac Frank Arnesen, koji je ostavio odlične dojmove u prvoj sezoni na Mestalli, ali ga je ozljeda udaljila od terena. U momčad stiže mladi nogometaš iz Betxía, Roberto Fernández Bonillo, koji će s vremenom postati jedan od najboljih španjolskih igrača tog doba.
U sezoni 1982./83., katastrofa je već na početku bila vidljiva. Ekonomska situacija je bila sve gora. S Miljanićem kao trenerom, jedina radost te sezone bila je pobjeda na Mestalli protiv Maradonine Barce, Kempesov povratak u momčad Valencije nakon kratkotrajnog boravka u Riveru i eliminacija 
Manchester Uniteda, Spartaka i Banik Ostrave u Kupu UEFA. Ostali momčadi nisu bili ništa posebno, osim problema i briga. Sa samo sedam preostalih kola prije kraja sezone, Valencija se je nalazila u očajnoj situaciji na tablici, Koldo Aguirre na klupi je zamijenio Miljanića, koji je otpušten nakon poraza od 5:2 kod RCD Espanyola.
Da bi ostala u ligi, Valencija je morala pobijediti u zadnjoj utakmici sezone i čekati ostale rezultate susreta, jer nisu ovisili sami o sebi. Na Mestalli, Valencia je igrala s Real Madridom, koji bi u slučaju pobjede, osvojio naslov španjolskog prvaka. Valencia je slavila s 1:0, a jedini pogodak je postigao Tendillo. Od ostalih susreta kola, o kojima je ovisila Valencija, bili su povoljni za njih: Atlético je u Madridu slavio protiv Racing Santandera, dok je Celta Vigo izgubila u Valladolidu, oba susreta završili su rezultatom 3:1, a Las Palmas je razbijen s 1:5, na svom San Mamesu od Athletica, koji postali prvaci La Lige. A, Valencia se je u posljednjem kolu sezone, spasila od ispadanja u niži rang. 
Sljedeće dvije sezone (1983./84. i 1984./85.) su bile još gore. Ramos Costa je otišao s mjesta predsjednika kluba, a njega je zamijenio kardioloa Vicente Tormo. Dug kluba tada je iznosio nešto više od 2000 milijuna pesetasa (danas 12.02 €), uz to smanjen je veliki broj članova kluba. Stanje u klubu bilo je sve lošije, mnogi nogometaši iz mlađih kategorija počeli su igrati za prvu momčad, među kojima je vrijedno spomenuti čovjeka koji je kasnije vratio Valenciju u vrh španjolskog nogometa: Fernanda Gómeza Colomera.
Stvari postaje sve kompliciranije zbog neočekivanih uvjeta. Mnogi nogometaši nisu dobili plaće, a klub je do grla bio u dugovima. Momčad je preuzeo Óscar Rubén Valdez. Ispadanje u Segunda División, 1985./86., kulminiralo je užasnom sezonom. Momčad je još dobro startala u prvenstvu, ali situacija je s vremenom postajala sve lošija. U 22. kolu prvenstva Valencija je izgubila 6:0 od Real Sociedada, nakon te utakmice otpušten je trener Valdez, a Di Stefano je ponovo preuzeo klupu Valencije. Do kraja prvenstva ostala su 5. kola, ali Valencija je bila svjesna da su ispali u drugu ligu, iako su na Sánch Pizjuánu protiv Seville (0:2) i kod kuće protiv Hercules (3:1) upisali dvije pobjede koje su dale nekakvu nadu za povratak u elitno natjecanje sljedeće godine. Svoje ispadanje zaključili su, porazom od 3:0 na Camp Nou i dvama remija protiv Cadiza i Betisa. Tada je završio niz od 55 uzastopnih sezona u elitnom rangu španjolskog nogometa, s četiri osvojena naslova Lige, pet naslova Španjolskog kupa, dvaju Kupa velesajamskih gradova, jednim naslovom Kupa pobjednika kupova, jednim Superkupom i cijelom povijesti velikih nogometnih imena. Taj dan bio je najtužniji u cijeloj povijesti Valencije.

### Srednje 1980-te: Ponovno izbijanje i povratak među Velike
Neopreznost, zbog koje je Valencija ispala bila je blagoslov za mnoge. Nogometaši, treneri i mnogo navijači složili su se da je Valencijino ispadanje u drugu ligu pomoglo klubu da se oporavi od problema i vrati na stazu stare slave. Petnaest godina poslije, ispadanje iz lige je zaboravljeno, a Valencija se je još jednom držala rame uz rame s najboljim španjolskim i europskim klubovima. 
Predsjednikom Valencije je nakon ispadanja iz lige imenovan, Arturo Tuzón. Navijači su bili veoma uzbuđeni oko igranja u drugoj ligi, nisu napustili Valenciju i usprkos problemima, su pokazali izuzetnu privrženost svojemu klubu. U stvari se je broj članova navijača još i povećao. Valencija je već nakon samo jedne godine u drugoj ligi, vratila u elitni razred španjolskog nogometa. 
U drugoj ligi, Valencija je stvorila nekoliko dobrih igrača koji će u buduće predvoditi momčad s Mestalle, a to su; Fernando, Quique, Giner, Voro, Vrati, Arroyo, Fenoll, Bossio i nekoliko igrača koji su napustili Valenciju prije ispadanja: Sempere, Subirats i Arias. 
Nakon promocije, Valencija se je koncentrirala na ostanak u prvoj ligi. U sezoni 1987./88., alžirski napadač Rabah Madjer, je igrao za Valenciju samo šest mjeseci, jer je otišao u portugalski FC Porto, bilo je to tada prijelazno razdoblje, a Valencija je sezonu završila na četrnaestoj poziciji. Ta sezona je bila posljednja Alfreda di Stefana na klupu Valencije, jer mu je to bio treći povratak kao trenera na klupi "Che" momčadi.
Kako bi se pripremili za sljedeću sezonu, u upravni odbor na čelu s Tuzónom doveo je Víctora Espárraga za trenera Valencije, koji je tada vodio Cádiz. Urugvajac je bio odgovoran za sve odluke oko momčadi, a s njim se je Valencija natrag vratila u vrh španjolske lige, završivši treći u sezoni 1989., a zatim drugi u sezoni 1990. 
Sezoni 1989./90. bila je sjajna za Valenciju. Momčad je odigrala prekrasnu ligašku sezonu i uzela je naslov Copa del Rey, štoviše odigrali su dva kola Kupa UEFA, protiv Victorije Bucureşt i FC Porta kojeg je predvodio Rabah Madjer, bivši igrač Valencije. Početak ligaške sezone bio je razočaravajući, iako je momčad tijekom sezone bila sve bolja. Kada je već započela sezona u Valenciju je stigao bugarski Luboslav Mladenov Penev. Stigao je iz sofijskog CSKA, gdje je bio poznat kao odlična prijetnja za protivničke vratara. Štoviše, ove sezone je bio oproštaj od Javiera Subiratsa, nakon što je u Valenciji prove više od dvanaest godina.
Sljedeće sezone, upravni odbor na čelu s Arturo Tuzón kladiti se da će mu momčad završiti na drugom mjestu, uz pojačanje Roberta, koji se vratio u momčad nakon povratka iz Barcelone. Ipak, u ovoj sezoni Valencija je završila na sedmoj poziciji. U Kupu UEFA, Roma je u četvrtfinalu nakon kontroverznih sudačkih odluka, eliminirala "Che" momčad. U Španjolskom kupu, Valencia je izgubila u četvrtfinalu od Mallorce. 
Sezona 1991./92., služila je za pojačanje momčadi. Nakon odlaska Víctora Espárraga s klupe trenera, momčad je preuzeo nizozemski trener Guus Hiddink, koji je tada vodio PSV Eindhoven i s kojim je u kasnim 80-ima osvojio UEFA Ligu prvaka. Pogledom na pojačanja, najviše pažnje su izazvali panamski napadač Rommel Fernández i vrlo talentirani Brazilac Leonardo. U ligi, Hiddinkova momčad je završila na četvrtom mjestu, dok je u Španjolskom kupu, Real Madrid eliminirao Valenciju u četvrtfinalu.
Procvat u gradu Valenciji dalo je klubu nove mogućnosti u razvoju, otvorio se je sportski objekt "Ciudad Deportiva" koji se nalazi u Paterni, klub se je preoblikovao u sportsko dioničarsko društvo, a na sve ove događaje utjecale su OL u Barceloni, jer je Mestalli igrala i Španjolska olimpijska nogometna vrsta. 
Te sezone Ricardo Arias, igrač koji je odigrao najviše sezona i odradio najviše nastupa za Valenciju, odlazi u mirovini. Valencijini navijači su s njim izgubili jednog od najpouzadnijih, prvorazrednih nogometaša u svojoj povijesti, a njega je zamijenio drugi Valencijin branič, Paco Camarasa.

### Devedesetih
Novi period za klub s Mestalle, počeo je 1992., kada je klub postao sportsko dioničarsko društvo. Došlo je do velikih društvenih promjena tijekom sljedećih pet godina. nakon neospornog uspjeha, u gospodarskom managmentu na čelu s Arturo Tuzónom, poraz od Karslruhea je značila početak kraja njegova razdoblja kao predsjednika Valencije. 
U sezoni 1993./94. Valencia je vrlo dobro startala, gdje su bili prvi u ligi i još su dobro započeli svoj put u Europu, nakon što su u Kupu UEFA pobijedili francusku momčad Nantes, koju su predvodili Loko, Makélélé, Karembeu i Pedros. To ljeto, Valencia je kupila Predraga Mijatovića, koji je ubrzo postao najbolji igrač Valencije u tom desetljeću, no napustio je klub na vrlo šokantan način tako da je otišao u najveće rivale Real Madrid.
Kao lider u Ligi, dana 2. studenog 1993., Valencia je igrala u Njemačkoj, drugo pretkolo Kupa UEFA, protiv Karlsruhera. U prvom susretu Hiddinkov sastav je dobio s 3:1, i činilo se da je uzvrat čista formalnost i da će se plasirati u sljedeće pretkolo. Ali, velik poraz u gostima od 7:0, je bio najveći poraz u Valencijinoj povijesti. Guus Hiddink je dobio otkaz tek sljedećeg vikenda, nakon gostovanja u Gijónu, u kojem su izgubili. 
Francisco Real, je preuzeo momčad Valencije, a uz to bio je pomoćni trener Guusa Hiddinkka. On nije uspio podignutu, ni igru, ni moral svoje momčad, pa ga je nakon pet kola zamijenio Héctor Núñez, koji je igrao za Valenciju u šezdesetima. U međuvremenu, Upravni odbor na čelu s Arturom Tuzónom počeli su se raspadati. Krenule su ostavke i unutrašnji skandali kluba koje je prouzričio kada je dao svoju ostavku, a privremeno ga je zamijenio Melchor Hoyos.
Počeli su izbori za mjesto predsjednika, na kojem je Francisco Roigo pobijedio, a potukao je druge kandidate poput Ramóna Romera, u anketama kluba. U međuvremenu, zvijezda momčadi Lubu Penevu, dijagnosticiran je rak testisa koji ga je udaljio od nogometa godinu dana, ali na sreću se je u potpunosti oporavio. A vrlo mlad igrač Gaizka Mendieta, počeo je vrlo dobro igrati svoje prve utakmice za Castellón, a to su primijetili ljudi iz Valencije i doveli ga u svoju momčad, gdje je ubrzo je postao velika zvijezda.
Još jedna nogometna tragedija dogodila se je u Valenciji u rujnu 1993.: panamski napadač Rommel Fernández, koji je bio na posudbi u Albaceteu, poginuo je u prometnoj nesreći.
Dana 9. ožujka 1994. Roig je izabran za predsjednika, a svoju prvu odluku donio je samo nekoliko sati nakon pobjede na izborima, a ona je bila otpuštanje Héctora Núñeza kao trenera i imenovanje Jesús Martineza kao tehničkog tajnika. Dok su oni odlučivali tko će zamijeniti Núñeza, pomoćni trener José Manuel Rielo postao je glavni trener. Roigo je donio iznenađujuću odluku, koga će postaviti za trenera, a ona je glasila: Guus Hiddink koji je opet izabran, samo pet mjeseci nakon njegova razrješenja. Valencia se je vratila na stare staze i zaigrali bolji nogomet koji je donio dobre rezultate na kraju sezone. 
Francisco Roig je tečno pratio na Svjetskom prvenstvu u Sjedinjenim Američkim Državama 1994., koga će izabrati za trenera Valencije, a izabra je brazilca Carlosa Alberta Parreiru. On je doveo nove igrače u momčad Valencije, a među njima su Andoni Zubizarreta, br.1, vratar španjolske nogometne reprezentacije, i ruski napadač Oleg Salenko, koji će završiti kao najbolji strijelac Svjetskog prvenstva, ali mu takve zvijezde nisu sjale u Valenciji, koliko su u Americi. U sezoni 1994./95., Valencia ušla u finale Copa del Rey, jer je prethodno otpustila trenera. Parreira je otpušten u polufinalu kupa, protiv Albacetea, a Rielo je ponovo preuzeo momčad. U finalu kupa, 24. lipnja 1995., Valencia je igrala protiv Deportiva no susret je odgođen zbog jakog, pri rezultatu 1:1. Oni su morali odigrati preostalo vrijeme, tri dana kasnije, a pogodak je postgao Alfredo, koji je spriječio Valenciju u osvajanju kupa.
U sezonu 1995./96. počeli su s novim trenerom, već veteranom Luisom Aragonésom, koji je vodio Valenciju do drugog mjesta u La Ligi, sa zaostatkom od 4 boda za prvakom, a momčad su predvodili Zubizarreta, Camarasa, Fernando i Mijatovic.
Mijatović je tada bio zvijezda kluba, no on je otišao u najveće rivale Real Madrid, za minimalnu odštetu koja je stajala u ugovoru, čime je pridobio ljutnju i srdžbu od navijača Valencije.   
U ljeto 1996., Francisco Roig napravio je dobar posao tako što je u klub doveo Romária. Unatoč tomu briljantni i buntovni brazilski napadač sukobio se je s Aragonésom i poslan je na posudbu Flamengo. Klub je doveo novog napadača, argentinca Claudia Lópeza, koji će u budućnosti biti idol Valencijinih navijača. Loši rezultati u Ligi, obili su se Aragonésu u glavu i dobio je otkaz, a zamijenio ga je Jorge Valdano. Argentinski trener je doživio je svoj debi u studenom 1996., a završio je sezonu bez i jednog naslova, nakon što je eliminiran iz kupa od Las Palmasa i ispao iz Kupa UEFA od njemačkog Schalke 04, koji je završio na kraju kao pobjednik tog natjecanja. U prosincu iste godine, Valencija je dovelo novog južnoamerikanca, argentinca Ariela Ortegu. 
Valdano je započeo sezonu 1997./98., ali je otpušten nakon tri utakmice, nakon poraza od Mallorce, Barcelone i Racing Santandera. Jesús Martinez, također je otpušten s mjesta tehničkog tajnika, a njegovo mjesto je zauzeo Javier Subirats. Jorge Valdano je nastavio raditi u klubu, ali kao zamjena novom talijanskom treneru Claudiu Ranieriju, on se je ubrzo sukobio s Romáriem - koji se je u tom trenutku vratio s posudbe. Takav kaos prouzročio je ostavku Francisca Roiga kao predsjednika kluba, a Pedro Cortés, potpredsjednik do tom trenutku, prihvatio se dužnosti predjednika kluba na dan 2. prosinca 1997. Valencia se je tada nalazila u zoni ispadanja iz lige, ai također je imala loše nastupe u Kup natjecanjima. Valencia je sezonu završila na 9. mjestu u ligi, a tim mjestom je izborila sudjelovanje u Intertoto kupu, u novom natjecanju preko kojeg se je moglo ući u Kup UEFA. Jedino pojačanje tijekom sredine sezone stiglo je iz turskog kluba Galatasaraya, rumunj Adrian Ilie, čiji su prvi mjeseci kao igraču Valencije bili nezaboravni.
Claudio Ranijeri je započeo sezonu 1998./99. s kvalifikacijama Valencije, kroz Intertoto, u Kup UEFA, gdje su ispali od Liverpoola. U ligi, Valencija je sezonu završila na četvrtom mjestu i plasirala se je u kvalifikacije za UEFU Ligu prvaka. A veliki uspjeh na kraju sezone, završio je Kupu Kralja; Valencia je osvojila to natjecanje, pobijedivši na Olimpijskom stadionu u Sevilli, momčad Atlético Madrida s 3:0 dana, 26. lipnja 1999., s lijepim pogotkom Mendiete i dva gola ' Piojo 'Lópeza. Osjećaj euforije kod navijača Valencije bio je neopisiv i zasluženo se je slavilo. Tih trenutaka navijači Valencije se uvijek dobro sjete. A ovo su momčadski heroji koji su osvojili španjolski kup: Cañizares, Angloma, Djukić, Roche, Carboni, Mendieta, Milla, Farinós, Vlaović, Ilie and Claudio López. Juanfran, Angulo i Björklund su također igrali. 
Ali Ranieri, nije nastavio voditi Valenciju, rimski trener dao je ostavku kada je u proljeće 1999., Atlético Madrid razbio Valenciju u istom natjecanju s istim momčadima. Zamijenio ga je, argentinski trener Héctor Cúper, koji je stigao iz Mallorce, a s tim klubom radio je izvanredne rezultate, osvojio je; Supercopa de España, igrao finale Copa del Rey, Kupa Kralja i bio pobjednik Kup pobjednika kupova. A najznačajnije ljetno pojačanje bilo je krilni napadač Kily González.

### Novo tisutljeće: Valencijin povratak u vrh Španjolskog i Europskog nogometa
Valencia je započela sezonu 1999./2000. osvajanjem još jednog naslova, Supercopa de España, kada su dobili Barcelonu s ukupnih 4:3. Sezonu je završila na trećem mjestu, iza prvaka Deportiva i s jednim bodom zaostatka za drugoplasiranom Barcelonom. No najveći uspjeh doživjela je u UEFA Ligi prvaka, kada je Valencija prvi put u povijesti igrala europsko finale. Međutim, u finalu igranom u Parizu, 24. svibnja, 2008., Real Madrid je pobijedio Valenciju s 3:0.
Te sezone momčad je napustio Claudio López, koji je otišao u talijanski Lazio.
A momčad su još napustili Farinós koji je otišao u Inter i Gerard koji je otišao u Barcelonu. Od istaknutih pojačanja koji su došli u Valenciju, možemo izdvojiti urugvajca Diega Alonsa, norvežanina Johna Carewa, argentinca Roberta Ayalu, Rubéna Baraju iz Atlético Madrida i brazilca Fabia Aurelia.
U novoj sezoni Valencija je Ligu prvaka, trebala tražiti preko trećeg pretkola, gdje su prošli Tirol Innsbruck. U natjecanju po grupama, igrali su u grupi C gdje su još bile smještene momčadi; Lyon, Olympiakos i SC Heerenveen. Osvojili su prvo mjesto u grupi s 13 osvojenih bodova. Nakon 10 utakmnica u nogama i Božićne stanke, Valencija je krenula u ono elimincijsko natjecanje, gdje su izbacili u osmini finala londonski Arsenal, a u polufinalu još jednu englesku momčad Leeds United i spremali se suočiti licem u lice u finalu s njemačkim prvakom Bayernom iz Münchena. Tada je to Valenciji bilo drugo europsko finale u svojoj povijesti. Finale Lige prvaka igralo se je 23. svibnja 2001., u Milanu na stadionu San Siro. Mendieta je doveo momčad Valencije u vodstvo iz jedanaesterca, ali Effenberg je izjednačio u drugom poluvremenu, isto tako i jedanaesterca. Nakon što je susret završio s 1:1. Pristupilo se je prodežetcima, no ni tamo nije bio golova. Pa se je pristupilo izvođenju jedanaesteraca. Mauricio Pellegrini donijo je slavu momčadi iz Bayerna tako što je promašio odlučujući jedanaesterac, a Valencija je još jednom ostala bez svog prvog pokala Lige prvaka. To je Valenciji teško palo, pa je to rezultiralo lošim 5. mjestom u La Ligi i s kojim nisu uspjeli dohvatiti Ligu prvaka za sezonu 2001./02.
Predsjednik D. Pedro Cortés dao je ostavku zbog osobnih razloga i napustio je klub u srpnju, zadovoljan time da je njegov klub osvojio Kup Kralja, jedan trofej Španjolski Superkup i bio finalist u dva finala Lige prvaka za redom. D. Jaime Ortí je pstao predsjednik i izrazio nakanu o održavanju kluba u visokim krugovima na europskoj razini.
Došlo je do nekih promjena u momčadi i na mjestu trenera; Rafa Benítez, nakon što je pomogao Tenerife uvesti u prvu ligu, zamijenio je Héctora Cúpera na mjestu trenera, koji je otišao na klupu talijanskog Intera Milana. Među nogometašima, klub su napustili, Mendieta, Deschamps, Milla, Zahovič, a stigli su Marchena, Mista, Curro Torres, Rufete, De los Santos i Salva. 
Od 1999. pa do kraja sezone 2004., Valencija je imala jedno od najuspješnijih razdoblja u klupskoj povijesti. S ukupno 2 osvojena naslova La Lige, 1 Kupa UEFA-e, 1 Španjolskog Supekupa i 1 trofej Europskog superkupa, u šest godina, ne manje od pet različitih naslova i dva finala UEFA Lige prvaka stiglo je u Valenciju.
U sezoni 2001./02. Valencija je stigla do naslova La Lige, prošla je trideset i jedna godina od njihovo zadnjeg naslova najbolje španjolske momčadi. Pojavilo se je novo društvo u klubu, novi trener Rafa Benítez i novi igrači, Marchena, Mista, Curro Torres, Rufete, De los Santos i Salva. Prvi susret sezone igrali su protiv rivala Real Madrida, izborili značajnu i vrlo važnu pobijedu. Tada je uslijedio period od jedanaest uzastopih pobijeda, čime su srušili rekord od sezone 1970/71, kada su osvojili naslov La Liga pod vodstvom Di Stefana.
Nakon poraza u La Coruñi protiv Deportiva, 9. prosinca 2001., momčadi je trebala pobjeda protiv Espanyola, na stadionu Montjuic kako bi ostali na vrhu ljestvice prvoplasiranih. Valencia je na poluvremenu gubila s 2:0, ali je u drugom poluvremenu okrenula rezultat i pobijedila s 3:2. U drugom dijelu sezone, Benítezova momčad pretpjela je malu smetnju nakon što su izgubili na Santiago Bernabéu od Real Madrida, no oporavili su se u nastavku sezone kada su zabilježili četiri pobjede i dva nerješena ishoda u šest utakmica. Igrali su protiv Las Palmasa, Athletic Bilbao-a, Alavésa, Reala Zaragoze i Barcelone. U jednom od presudni susreta u sezoni, išli su na noge Espanyolu, Valencija je gubila na poluvremenu s 1:0 uz to Carboni je napusti teren jer je dobio crveni karton, ali nakon poluvremena Valencija je pogodcima Baraje stigla do pobjede od 2:1. Nadalje, Real Madrid je poražen na Anoeti od Real Sociedada, a time je Valencija pobijegla na ljestvici tri boda ispred drugoplasiranog. 
Finalni susret sezone igrao se je na La Rosaledi kod Málage, 5. svibnja 2002., to je datum koji je zapisan u Valencijinoj povijesti.
U ljeto 2005., Getafeov trener Quique Sanchez Flores je imenovan za novog trenera Valencije, on je završio sezonu u visokom 3. mjestu, kojim je Valencija osigurala mjesto u kvaklifikacijama za Ligu prvaka, nakon sezone izbivanja iz tog natjecanja. Sezona 2006./2007. bila je sezona s brojnim poteškoćama, sezona koja je započela s realnim nadama za pritajenog favorita La Lige, no uzdrmani brojnim ozljedama glavnih igrača i unutarnjih sukoba između Flores i novog sportskog direktora, Amadea Carbonija teško su to mogli ostvariti. 
Valencia je sezonu završila na 4. mjesto i bili su na vratima četvrtfinala Lige prvaka gdje ih je iz daljnjeg natjecanja izbacio Chelsea s ukupnim rezultatom 3:2, nakon što su bili prošli talijanskog prvaka Intera u drugoj rundi natjecanja. U ljeto 2007., unutrašnji sukob između Floresa i Carbonija, razriješen je tako da se je Carboni preselio na mjesto sportskog direktora Valencije umjesto Angel Ruiza. 
Dana 29. listopada 2007., Valencijin upravni odbor otpustio je trenera Floresa nakon niza razočaravajućih predstava, a privremeno ga je zamijenio pomoćni trener Rubén Fernández dok se ne pronađe stalni trener, govorkalo se je da bi to mogli biti Marcello Lippi ili Jose Mourinho. No dan kasnije, nizozemski trener Ronald Koeman je objavio da napušta PSV Eindhoven i te se je odlučio prijaviti za trenera Valencije. Na kraju je dobio posao, no još uvijek nije bilo poboljšanja u igri, a Valencija se je spustila na 15. poziciju u ligi, na samo dva boda prednosti ispred zone ispadanja. Iako je 16. travnja 2008., Valencia uzela naslov Copa del Rey s pobijedom od 3:1 pobjede nad Getafeom, na stadionu Vicente Calderon, to je Valenciji bio, 7. naslov španjolskog kupa. Pet dana kasnije, momčad je doživjela težak poraz u La Ligi od 5:1 u Bilbau. Valencija je nakon tog poraza otpustila Ronalda Koemana, a zamijenio ga s Voro koji je vodio momčad do kraja sezone, momčad je počela dobro igrati i dobila je Osasunu s 3:0 u svom prvom suretu kao trener. Voro je na kraju sezone digao Valenciju iz zone ispadanja, a momčad je sezonu završila na sredini tablice točnije na 10. mjestu, nakon još jedne katastrofalne sezone za momčad Los Che. Visoko rangirani Unai Emery je najavljen kao novi trener Valencije, 22. svibnja 2008.
Sezona 2008./2009. izvrsno je započela za klub s Mestalle, nakon osam odigranih kola u Primeri Valencija je vodeća momčad na ljestvici s 20 osvojenih bodova, što je najbolji prvenstveni start u povijesti tog kluba. S time je nadmašila rezultat iz sezone 2003./2004. kada je u istoj fazi prvenstva osvojila 19 bodova.